# Parc national de Bandipur
Le parc national de Bandipur est situé dans le sud de l'État du Karnataka en Inde. Il est contigu avec le Mudumalai National Park dans l'État voisin du Tamil Nadu, le Wynad Wildlife Sanctuary au Kerala, et le Nagarhole National Park au nord-ouest. On y trouve notamment des tigres.
Le parc est reconnu zone importante pour la conservation des oiseaux depuis 2013.

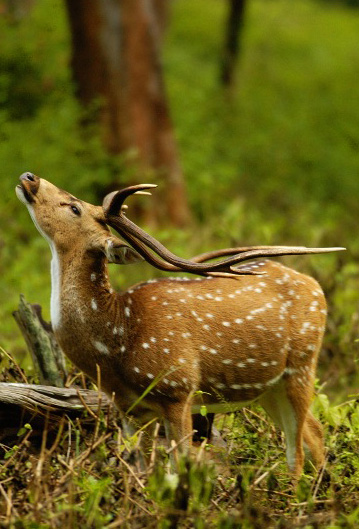
Un chital dans le parc.
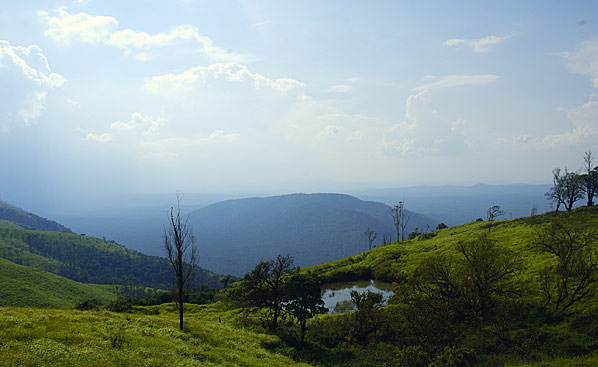
Vue du parc.
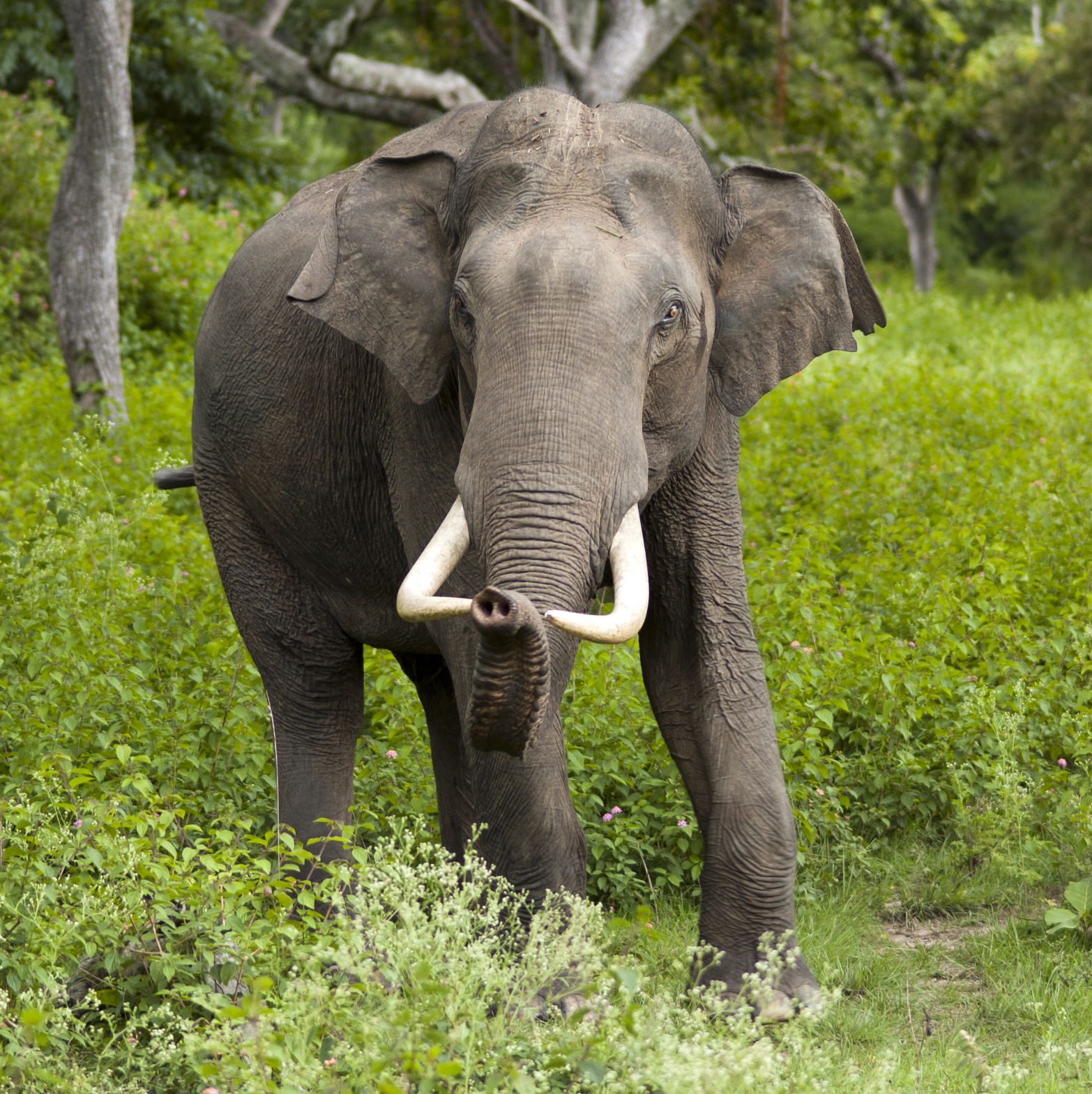
Un éléphant dans le parc en 2005.
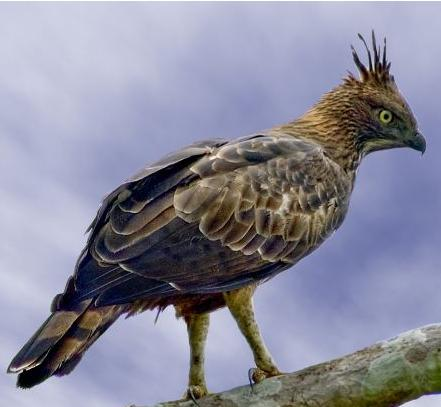
Un Nisaetus cirrhatus.
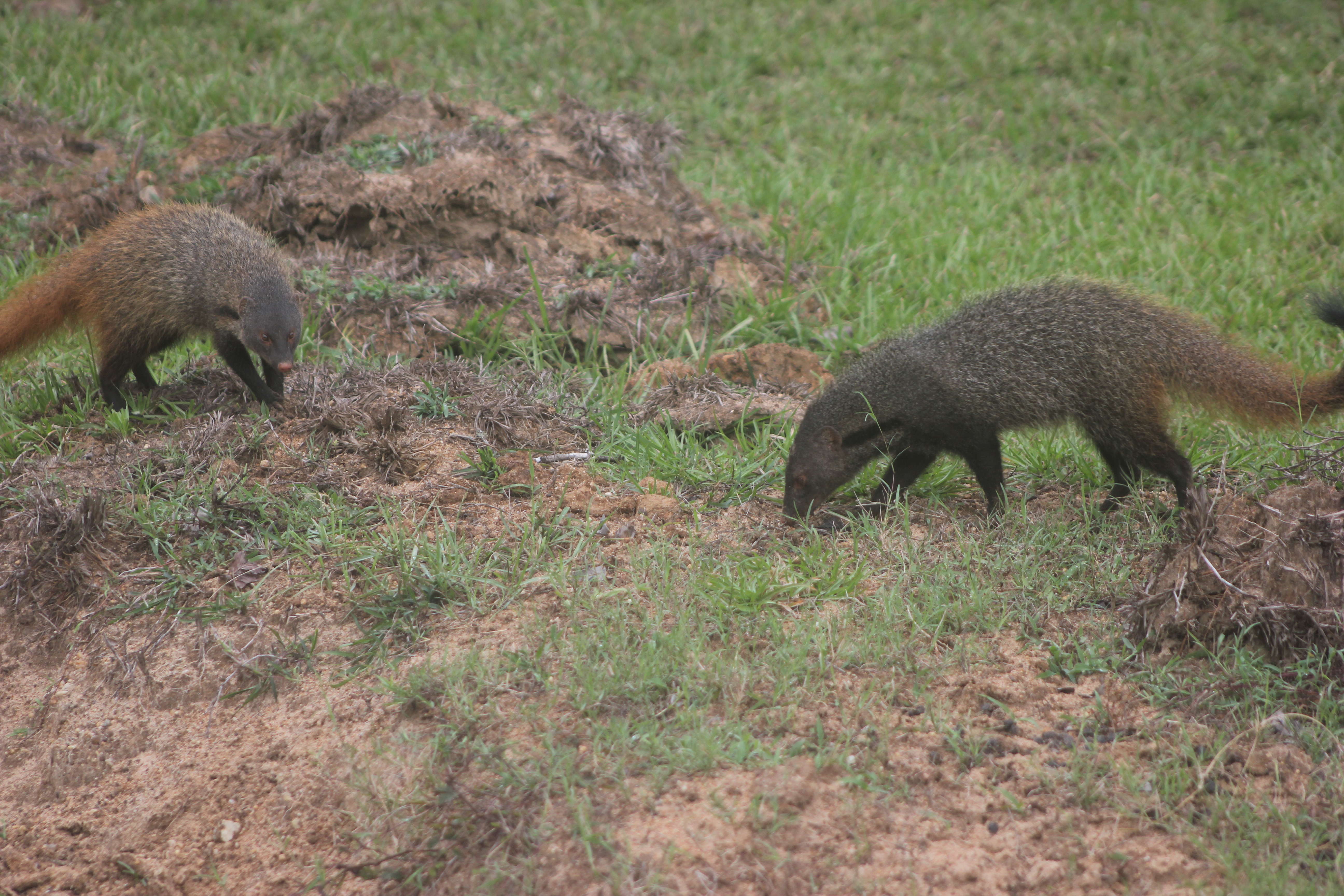
Des mangoustes du parc.